# هماوردی چلسی و تاتنهام هاتسپر
هماوردی چلسی و تاتنهام هاتسپر، یکی از شهرآوردهای لندن و از مهم‌ترین مسابقات لیگ برتر که بین دو تیم چلسی و تاتنهام هاتسپر برگزار می‌شود.
چلسی بازی‌های خانگی خود را در ورزشگاه استمفورد بریج انجام می‌دهد در حالی که تاتنهام هاتسپر بازی‌های خانگی خود را در ورزشگاه تاتنهام هاتسپر انجام می‌دهد.

## آمار
آخرین بروز رسانی: ۲ می ۲۰۲۴
| رقابت                 | بازی‌ها | بردهای چلسی | تساوی‌ها | بردهای تاتنهام |
| --------------------- | ------ | ----------- | ------- | -------------- |
| لیگ برتر/لیگ دسته اول | ۱۵۲    | ۶۶          | ۳۸      | ۴۸             |
| جام حذفی              | ۱۲     | ۶           | ۲       | ۴              |
| جام اتحادیه           | ۱۳     | ۷           | ۳       | ۳              |
| مجموع                 | ۱۷۷    | ۷۹          | ۴۳      | ۵۵             |

## افتخارات
تمامی افتخارات بر اساس اطلاعات سایت رسمی گل وplanet football می‌باشند جام چمپیونشیپ در مقایسه افتخارات دو تیم قابل محاسبه نیستند
| چلسی  | رقابت                               | تاتنهام هاتسپر |  |
| داخلی |                                     |                |  |
| ۶     | لیگ برتر/لیگ دسته اول               | ۲              |  |
| ۸     | جام حذفی                            | ۸              |  |
| ۵     | جام اتحادیه                         | ۴              |  |
| ۴     | سوپر جام انگلستان                   | ۷              |  |
| ۲۳    | مجموع                               | ۲۱             |  |
|       |                                     |                |  |
| ۲     | لیگ قهرمانان اروپا                  | ۰              |  |
| ۲     | لیگ اروپا                           | ۲              |  |
| ۲     | جام برندگان جام اروپا (پایان یافته) | ۱              |  |
| ۲     | سوپر جام اروپا                      | ۰              |  |
| ۱     | جام باشگاه‌های فوتبال جهان           | ۰              |  |
| ۳۲    | مجموع جام‌ها                         | ۲۴             |  |